# Pierre Nicole
Pierre Nicole (Chartres, 19 d'octubre de 1625 − París, 16 de novembre de 1695) va ser un teòleg francès considerat un dels principals autors jansenistes. Entra en contacte amb el monestir de Port Royal des Champs través de la seva tia, Maria dels Àngels Suireau, que és abadessa de Port Royal. Dedica part del seu temps ensenyant a les escoles petites de Port-Royal. També va estudiar el pensament de Sant Agustí i de Tomàs d'Aquino, que li permet, en 1649, ser batxiller en teologia. No obstant això, no obté la seva llicenciatura en teologia, a causa dels disturbis que en aquest moment hi ha a la Universitat al voltant de cinc propostes dels Agustins de Jansen. Després es va retirar a Port Royal des Champs, a invitació dels jansenistes, especialment d'Antoine Arnauld. Va ser gran amic del filòsof Blaise Pascal.